# ۳۹۹ (قمری)
۳۹۹ (قمری)، سیصد و نود و نهمین سال در گاهشماری هجری قمری است. اول محرم این سال برابر با یازدهم سپتامبر سال ۱۰۰۸ میلادی است.